# Saison 4 de Face Off
La quatrième saison de Face Off a été diffusée sur Syfy à partir du 15 janvier 2013, et a été, comme chaque saison, présentée par McKenzie Westmore (en). Durant cette saison, 14 candidats ont été sélectionnés pour 14 semaines de compétition.
Le vainqueur est Anthony Kosar. Les juges sont Ve Neill, Glenn Hetrick, Neville Page et Patrick Tatopoulos.

## Candidats de la saison
- Alam Park, 25 ans
- Alexandra McCoy, 31 ans
- Autumn Cook, 35 ans
- David “House” Greathouse, 41 ans
- Eric Fox, 37 ans
- Eric Zapata, 22 ans
- J. Anthony Kosar, 26 ans
- Jenna Green, 40 ans
- Katherine “Katie” Machaiek, 26 ans
- Kristian Kobzina, 41 ans
- Meagan Hester, 29 ans
- Michael Garcia, 31 ans
- Troy Rivers, 34 ans
- Wayne Anderson, 27 ans

## Production
Le 8 octobre 2012, Syfy annonce officiellement le renouvellement de Face Off pour une quatrième saison. Lors de la finale de la troisième saison, diffusée en direct, un sneak peek spécial annonce que l'émission fera son grand retour en janvier 2013 et que 14 candidats y participeront. Plusieurs guest-stars sont également annoncées.

## Suivi des candidats
| Candidats | Épisode  | Épisode | Épisode | Épisode | Épisode | Épisode | Épisode | Épisode | Épisode | Épisode | Épisode   | Épisode |
| Candidats | 1        | 2       | 3       | 4       | 5       | 6       | 7       | 8       | 9       | 10      | 11        |         |
| --------- | -------- | ------- | ------- | ------- | ------- | ------- | ------- | ------- | ------- | ------- | --------- | ------- |
| Anthony   | GAGNANT‡ | GAGNANT | GAGNANT |         |         |         |         | GAGNANT |         | GAGNANT | VAINQUEUR |         |
| Kris      |          |         |         | GAGNANT |         | GAGNANT | GAGNANT |         | GAGNANT |         | FINALISTE |         |
| Wayne     |          |         |         |         |         |         |         |         |         |         | FINALISTE |         |
| Eric F.   |          |         |         |         | GAGNANT | ‡       |         |         |         | ÉLIMINÉ |           |         |
| House     |          |         |         |         |         |         |         |         | ÉLIMINÉ |         |           |         |
| Eric Z.   |          |         |         | ‡       |         |         |         | ÉLIMINÉ |         |         |           |         |
| Meagan    |          |         |         |         |         |         | ‡       | ÉLIMINÉ |         |         |           |         |
| Autumn    |          |         |         |         |         |         | ÉLIMINÉ |         |         |         |           |         |
| Alam      |          |         |         |         |         | ÉLIMINÉ |         |         |         |         |           |         |
| Jenna     |          |         |         |         | ÉLIMINÉ |         |         |         |         |         |           |         |
| Alex      |          |         |         | ÉLIMINÉ |         |         |         |         |         |         |           |         |
| Katie     |          |         | ÉLIMINÉ |         |         |         |         |         |         |         |           |         |
| Michael   |          | ÉLIMINÉ |         |         |         |         |         |         |         |         |           |         |
| Troy      | ÉLIMINÉ  |         |         |         |         |         |         |         |         |         |           |         |

 Le candidat a remporté Face Off.
 Le candidat faisait partie des finalistes.
 Le candidat a remporté le Spotlight Challenge.
 Le candidat faisait partie de l'équipe ayant remporté le Spotlight Challenge.
 Le candidat était premier de son équipe lors du Spotlight Challenge.
 Le candidat faisait partie des moins bons lors du Spotlight Challenge.
 Le candidat a été éliminé.
 Le candidat a réintégré la compétition.
‡ Le candidat a remporté le Foundation Challenge.

## Épisodes
| #  | Titre français                          | Titre original                | Date de diffusion | Taux sur les 18-49 ans | Audience US (en millions) | Source |
| -- | --------------------------------------- | ----------------------------- | ----------------- | ---------------------- | ------------------------- | ------ |
| 1  | Royauté                                 | Make it Reign                 | 15 janvier 2013   | 1.0                    | 1.8                       | [ 3 ]  |
| 2  | Proportion héroïques                    | Heroic Proportions            | 22 janvier 2013   | 0.7                    | 1.756                     | [ 4 ]  |
| 3  | Quand il gèle en enfer                  | When Hell Freezes Over        | 29 janvier 2013   | 0.9                    | 1.99                      | [ 5 ]  |
| 4  | Des friandises pour les yeux            | Eye Candy                     | 5 février 2013    | 0.7                    | 1.8                       | [ 6 ]  |
| 5  | Deux têtes valent toujours mieux qu'une | Two Heads Are Better Than One | 12 février 2013   | 0.8                    | 1.74                      | [ 7 ]  |
| 6  | Insectes                                | Bugging Out                   | 19 février 2013   | 0.8                    | 1.8                       | [ 8 ]  |
| 7  | Hurler à la lune                        | Howl at the Moon              | 26 février 2013   | 0.9                    | 1.82                      | [ 9 ]  |
| 8  | Dans le noir, c'est mieux               | It's Better in the Dark       | 5 mars 2013       | 0.7                    | 1.6                       | [ 10 ] |
| 9  | Momies en folie                         | Mummy Mayhem                  | 12 mars 2013      | 0.7                    | 1.6                       | [ 11 ] |
| 10 | Apocalypse extraterrestre               | Alien Apocalypse              | 19 mars 2013      | 0.8                    | 1.6                       | [ 12 ] |
| 11 | Le rêve                                 | Living the Dream              | 26 mars 2013      | 0.8                    | 1.77                      | [ 13 ] |